# 新炭里駅
新炭里駅（シンタンニえき）は大韓民国京畿道漣川郡新西面にある、韓国鉄道公社（KORAIL）京元線の駅。
長らく京元線の韓国側における終着駅だったが、2012年に白馬高地駅まで延伸され、中間駅となった。

## 概要
韓国の統治領域内だが北緯38度線の北側に位置する。当初は信号場だったが、軍事境界線が現在の位置に確定した後、1954年の普通駅格上げで韓国最北端の駅となった。
以来、南北に分断された京元線の終着駅となり、駅構内には「鉄馬は走りたい」というプレートが設置されていた。また、駅北東の線路終端には「鉄道中断点」の標識が建てられていた。
2012年11月20日、当駅から約5km北の白馬高地駅（鉄原郡）までの区間が、元のルートよりも西よりに移設して開業し、当駅は中間駅となった。延伸後も鉄道中断点の標識は残され、線路の隣に再設置されている（白馬高地駅にも同じ標識が設置されている）。
元のルートの廃線跡は、現在も鉄橋やトンネルの跡が残っている。
駅の所在地は元々江原道だったが、1963年に京畿道になっている。

## 駅構造
島式ホーム1面2線を有する地上駅。駅舎からホームに行くには構内踏切（第3種）を渡らなければならない。

### のりば
| 1・2 | ●京元線 | 漣川・全谷・東豆川・ソウル・白馬高地方面 |

| 駅看板（2012年撮影） | ホームから見た駅舎 （2008年撮影） | 延伸前の駅名標（2008年撮影） | ホーム（2008年撮影） | 延伸前の「鉄道中断点」の標識（2007年撮影） |

## 駅周辺
- 高台山（고대산）：京畿道漣川郡と江原特別自治道鉄原郡の境界にある標高832mの山。登山客の多くが当駅を利用する。
- 鉄原安保観光：かつて、当駅から鉄原安保観光バスが運行されており、朝鮮労働党の旧党舎や旧月井里駅などを見学することができたが、現在は運行されていない。ただし、白馬高地駅開業後、同様の内容の安保観光シャトルバスが同駅より運行されている。
- 非武装地帯に近い場所に位置しており、現在民間人の立ち入りが規制されている「旧寅目面地域」に近い。

### バス路線
- 39-2番

## 歴史
- 1942年12月1日：開業[2]。
- 1954年7月1日 - 信号場から普通駅に格上げ。
- 1961年12月30日 - 現駅舎完工。
- 1971年11月3日 - 鉄道中断点の標識を設置。
- 1991年9月1日 - 小貨物取り扱い中止。
- 1994年1月11日 - 貨物取り扱い中止。
- 2012年11月20日 - 白馬高地まで延伸開業。途中駅となる。

## 隣の駅
韓国鉄道公社
京元線
通勤列車(運行休止中)
大光里駅 - 新炭里駅 - 白馬高地駅